# Villegouge
Villegouge är en kommun i departementet Gironde i regionen Nouvelle-Aquitaine i sydvästra Frankrike. Kommunen ligger i kantonen Fronsac som tillhör arrondissementet Libourne. År 2022 hade Villegouge 1 291 invånare.

## Befolkningsutveckling
Antalet invånare i kommunen Villegouge
Referens:INSEE